# Марія Лещинська
Марія Кароліна Зофія Феліція Лещинська (пол. Maria Karolina Zofia Felicja Leszczyńska, фр. Marie Leszczyńska; 23 червня 1703, Тшебниця — 24 червня 1768, Версаль, Франція) — королева Франції, дружина короля Людовіка XV, дочка колишнього короля польського і великого князя литовського Станіслава Лещинського і його дружини Катерини Опалінської. Відома як «Бабуся трьох королів», оскільки її старший син Людовик-Фердинанд був батьком французьких монархів Людовіка XVI, Людовіка XVIII і Карла X.

## Життєпис
Народилася 23 червня 1703 року в м. Тшебниця (нині повітовий центр Нижньосілезького воєводства, Польща). Батько — король Речі Посполитої і Великий князь Литовський і Руський Станіслав Лещинський, прихильник короля Швеції Карла XII, представник шляхетського роду Лещинських гербу Венява. Матір — дружина батька Катажина Опалінська гербу Лодзя, дідичка Серакува. Мала старшу сестру Анну (1699—1717).

## Родина

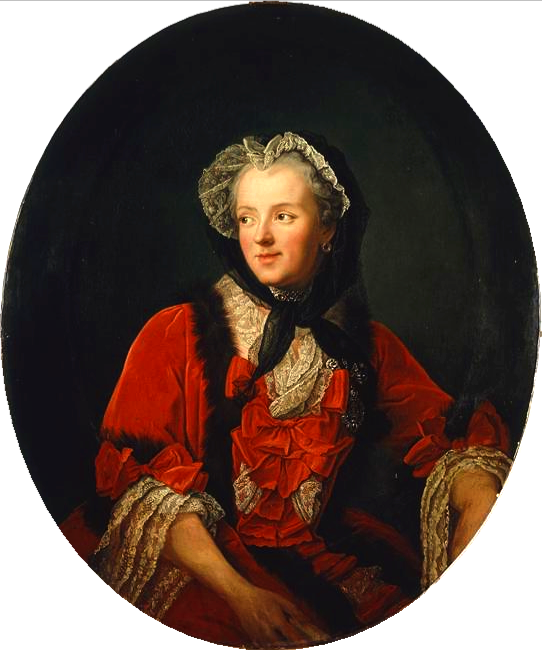
Королева Марія, 1748 рік

Шлюб Марії відбувся, коли нареченому було 15 років, а їй — 22. Кандидатура нареченої, дочки монарха, що вже не правив, була вибрана навмисно, щоб не втягти Францію через шлюб у будь-яку політичну коаліцію. Втім, у 1730-х роках Людовик намагався знову відвоювати для свого тестя польський трон, але невдало.
Спочатку шлюб був щасливим, Марія народила кілька дітей, але різниця у віці і схильність короля до зрад зруйнували союз. З 1730-х років, на четвертому десятку життя, Марія була витіснена на другий план, а ключову роль при дворі і в політиці стали грали молоді фаворитки Людовика XV.
Захворіла на початку 1767 року.
Померла 24 червня 1768 року у Версальському палаці. Похована у базиліці Абатства Сен-Дені.
У шлюбі народила 10 дітей — вісім дочок та двох синів. Троє дітей померли у ранньому віці. Єдиний син, що залишив нащадків — дофін Франції Людовик. Він помер ще за життя батьків; серед його дітей (онуків Марії Лещинської) — Людовик XVI, Людовик XVIII і Карл X. З шести дочок, що дожили до юності, тільки найстарша вступила в шлюб.
Чоловік — Людовик XV, король Франції
Діти:
- Марія Луїза Елізабет (1727—1759) — у шлюбі з князем Пармським Філіпом. Мали 3 дітей.
- Ганна Генрієта (1727—1752) — не була одружена, дітей не було.
- Марія Луїза (1728—1733) — померла в дитинстві.
- Людовик Фердинанд (1729—1765) — дофін Франції.
- Пилип Луї Анжуйський (1730—1733) — помер в дитинстві.
- Марія Аделаїда (1732—1800) — не була одружена, дітей не було.
- Марія Луїза Тереза Вікторія (1733—1799) — не була одружена, дітей не було.
- Софія Філіпа Елізабет Жюстина (1734—1782) — не була одружена, дітей не було.
- Марія Тереза Феліція (1736—1744) — померла в дитинстві.
- Марія Луїза (1737—1787) — не була одружена, дітей не було.